# 小田原市立富士見小学校
小田原市立富士見小学校（おだわらしりつ ふじみしょうがっこう）は、神奈川県小田原市南鴨宮3丁目に所在する公立小学校。

## 概要
小田原市立富士見小学校は、1984年（昭和59年）、各自治会の投票により、「富士見小学校」と名づけられた。2024年4月現在、児童数は434名である。
2024年（令和6年）には、開校40周年を記念して、全校で航空写真が撮影された。

## 学校教育目標
出典
ともに学びともに育つ
〜対話から協働の学びへ〜

## 沿革
出典
- 1985年（昭和60年）
  - 4月1日 - 酒匂小学校・下府中小学校の一部分離・合併して開校。開校（5月1日）時点の学級数は23、児童数943名。
  - 8月19日 - 屋内運動場工事着工。
- 1986年（昭和61年）3月1日 - 開校記念式挙行（以後、開校記念日とする）。
- 1991年（平成3年）11月25日 - 3階ワークスペース改良工事完了（名称「いこいの部屋」）。
- 1992年（平成4年）4月1日 - 学級数27となり、特別教室2教室を普通教室に転用。
- 1996年（平成8年）4月 - 防災倉庫設置。
- 2000年（平成12年）8月 - 校内LAN整備工事。
- 2001年（平成13年）10月 - 非常警報装置設置。
- 2003年（平成15年）4月 - たんぽぽ（特別支援学級）1組新設。
- 2004年（平成16年）4月 - たんぽぽ2組新設。
- 2005年（平成17年）5月 - たんぽぽ3組新設。
- 2006年（平成18年）12月 - プールインターホン設置。
- 2011年（平成23年）9月1日 - 校舎リニューアル（ランチルーム・多目的ルーム・生活科室・社会科資料室）。放課後児童クラブ校内移設。
- 2012年（平成24年）
  - 7月 - 扇風機設置工事。
  - 9月 - 屋上柵拡張工事。
- 2019年（平成31年）4月 - エアコン設置工事。

## 通学区域
- 南鴨宮一丁目から南鴨宮三丁目
- 酒匂一丁目、酒匂二丁目1番から13番、15番から20番、22番から44番、酒匂三丁目1番から11番、12番1号から26号、13番から16番、酒匂七丁目1番
- 西酒匂一丁目から西酒匂三丁目[3]

## 進学先中学校
- 小田原市立酒匂中学校[3]

## 学校周辺
- 南鴨宮富士見公園
- ウエルシア小田原南鴨宮店
- 神奈川県道719号鴨ノ宮停車場線
- (株)湘南エンタープライズ・認可保育園お花畑保育園 - 進学前保育園のひとつ
- 鴨宮駅前郵便局
- ヨークマート鴨宮店

## アクセス
- JR東海道線鴨宮駅（南口）から、
  - 徒歩約680m・約12分。
    - 駅南口から学校裏門までは約420mと近いが、校門（正門）までは設置箇所の関係で、更に歩く。

  - 下述の箱根登山バスを利用し、「下新田」バス停下車後、徒歩。
- 箱根登山バス「下新田」バス停から、徒歩約360m・約6分。
  - 東海道新幹線・JR東海道線・小田急線・伊豆箱根鉄道大雄山線小田原駅及びJR東海道線・御殿場線国府津駅から、上述の箱根登山バスを利用し、「下新田」バス停下車後、徒歩。